# Sein großer Kampf
Sein großer Kampf (Originaltitel: Flesh and Fury) ist ein US-amerikanisches Filmdrama des Regisseurs Joseph Pevney aus dem Jahr 1952. Das Drehbuch des für Universal gedrehten Boxerdramas basiert auf einer Erzählung von William Alland. Die Hauptrollen spielen Tony Curtis, Jan Sterling und Mona Freeman.

## Handlung
Paul Callan ist Amateurboxer und taubstumm. Die Boxenthusiastin Sonya Bartow beginnt eine Beziehung mit Paul und will erreichen, dass er so schnell wie möglich nach oben kommt. Trainiert wird er von Jack Richardson, dessen vorheriger Schützling im Ring gestorben ist. Sonya setzt Jack unter Druck, der Paul daraufhin auf eine Tournee schickt. Paul gewinnt jeden seiner Kämpfe. Bei seiner Rückkehr verlangt Sonya, dass Jack einen Kampf mit Joe Burns arrangiert. Zuerst lehnt Jack ab und verlässt das Paar. Doch als er hört, dass andere Manager in Paul ein leicht zu beeinflussendes Ziel sehen, kehrt er zurück. Jack trainiert Paul nun Defensivtaktiken an gegen die schmutzigen Tricks, für die Burns bekannt ist.
Die Reporterin Ann Hollis will Paul interviewen und nutzt dazu die Gebärdensprache. Paul ist von Ann angetan und gesteht ihr, die Gebärdensprache nicht zu benutzen, damit sich andere Leute nicht über ihn lustig machen können. Sonya ist eifersüchtig auf Ann und lacht Paul wegen der Gebärdensprache aus. Ann und Paul verbringen immer mehr Zeit miteinander. Anns Vater ist ebenfalls taub, aber ein erfolgreicher Architekt, was Paul besonders beeindruckt. Paul kann den Kampf gegen Burns mit Mühe gewinnen, wobei Ann vom Kampf entsetzt und Sonya begeistert ist. Nach einem Streit mit einer betrunkenen Sonya sucht Paul einen von Ann empfohlenen Ohrenarzt auf, der ihm eine Operation empfiehlt. Der Arzt und Paul suchen ein Krankenhaus auf, der junge Mann unterzieht sich der Operation. Die Behandlung ist erfolgreich, Paul kann wieder hören und lernt schnell zu sprechen.
Paul sucht Ann auf, deren Familie gerade eine Feier geben. Paul wird auf der Feier mit Geräuschen und lauten Gesprächen konfrontiert, was für ihn neu und ungewohnt ist. Auch sein Training leidet darunter, er kann sich wegen der für ihn neuen Geräuschkulisse nicht konzentrieren. Trotzdem will er den geplanten Meisterschaftskampf gegen den Champion Logan durchführen. Kurz vor dem Kampf findet er heraus, dass Sonya ein Telegramm seines Arztes unterschlagen hat. In dem Telegramm wird ihm mitgeteilt, dass er durch den Kampf sein gerade wiederhergestelltes Gehör wieder verlieren könne. Verärgert verlässt Paul Sonya.
Der Kampf gegen Logan zieht sich über mehrere Runden. Paul steckt Schläge ein, die sein Gehör beeinträchtigen und nach einiger Zeit ist er wieder vollkommen taub. Nun kann er sich jedoch wieder voll auf den Kampf konzentrieren und besiegt Logan. Nach dem Kampf sucht Ann ihn in der Umkleide auf. Hand in Hand verlassen sie die Halle. Draußen findet Paul heraus, dass er wieder hören kann.

## Kritiken
Das Lexikon des internationalen Films bezeichnet das Werk als „guten Durchschnitt“. Der Kritiker der New York Times lobte die Kameraarbeit, Pevneys zurückhaltende Regie und einige scharfe Dialoge. Die US-amerikanische katholische Bischofskonferenz beschrieb den Film als leichtgewichtiges Drama, das nach der Operation rührselig werde. Der „TV Guide“ hingegen lobte die Schauwerte, die starken Darstellungen und einige ironische Seitenhiebe, die Kombination mache den Film unterhaltend.

## Hintergrund
Die Uraufführung fand am 12. März 1952 in New Orleans statt. In Deutschland kam der Film am 24. April 1953 in einer um vier Minuten gekürzten Fassung in die Kinos.
Für die Ausstattung war Russell A. Gausman verantwortlich. Sportlicher Berater war der Boxschiedsrichter Frankie Van, der im Film den Schiedsrichter im Meisterschaftskampf spielt.
Für den Film lieh Universal die beiden weiblichen Hauptdarsteller Sterling und Freeman von Paramount Pictures aus. Laut einem Bericht des „Hollywood Reporter“ vom Oktober 1951 brach sich Tony Curtis bei einem Boxtraining vor Produktionsbeginn einen Daumen. Regisseur Pevney stellte den Drehplan so um, dass die Boxszenen erst gegen Ende der Dreharbeiten gefilmt wurden.